# Договір у Фонтебло (1814)

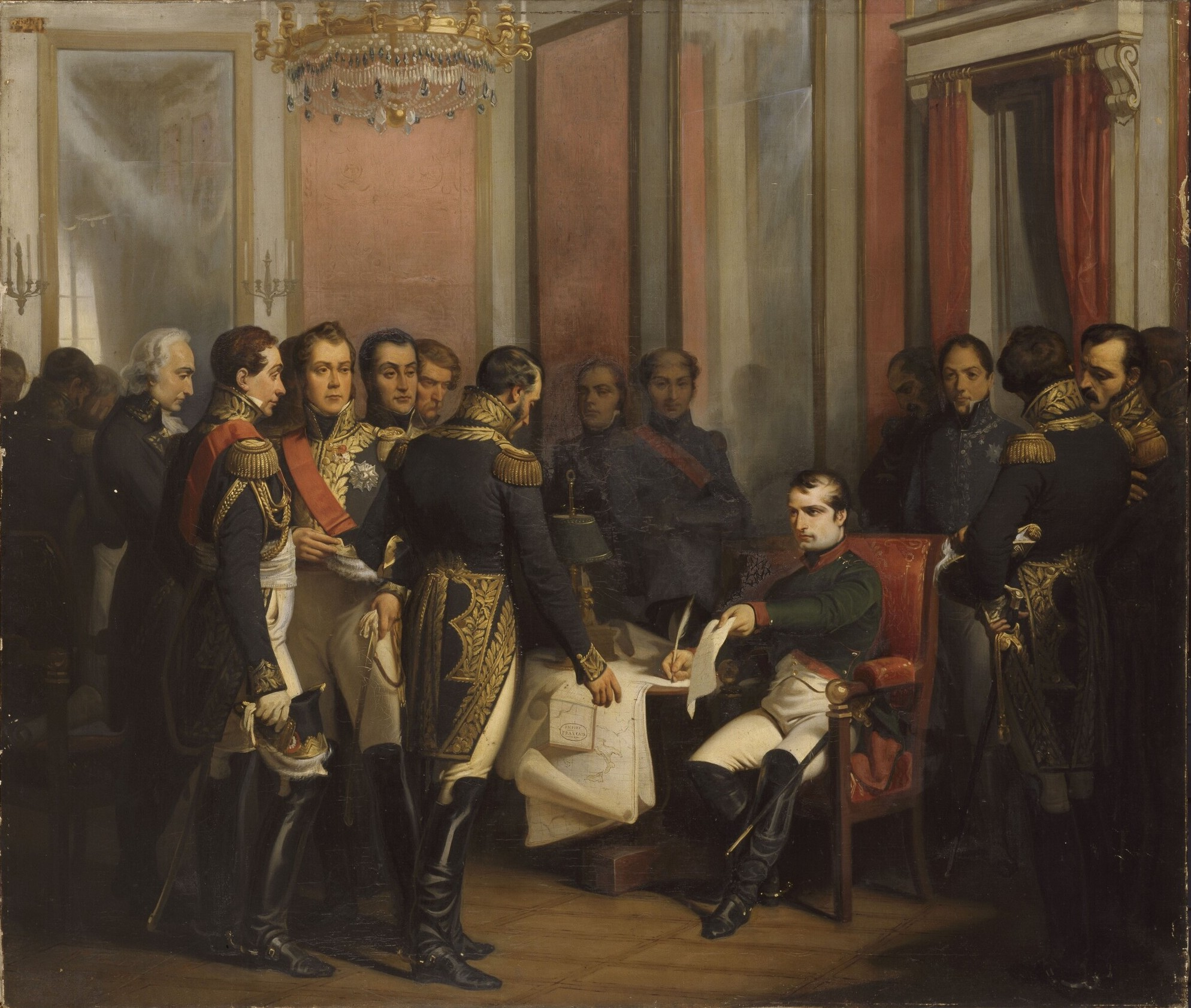
Зречення Наполеона

Фонтенблоський договір, Договір у Фонтебло — угода, укладена у Фонтенбло 11 квітня 1814 між Наполеоном та представниками Австрії, Росії та Пруссії. Договір підписаний у Парижі 11 квітня повноважними представниками обох сторін і ратифікований Наполеоном 13 квітня.  Цим договором союзники припинили правління Наполеона як імператора французів і відправили його у вигнання на Ельбу.

## Прелюдія
У війні шостої коаліції коаліція Австрії, Пруссії, Росії, Швеції, Великобританії та низки німецьких держав вигнала Наполеона з Німеччини в 1813 році. У 1814 році, коли Сполучене Королівство, Іспанія та Португалія вторглися до Франції через Піренеї ; Росія, Австрія та їхні союзники вторглися до Франції через Рейн і після битви під Парижем вступили в переговори з членами французького уряду про зречення Наполеона.
31 березня Коаліція опублікувала декларацію до французької нації:
Союзні держави, зайнявши Париж, готові прийняти проголошення французької нації. Вони заявляють, що якби було необхідно, щоб умови миру містили сильніші гарантії, коли необхідно було сковувати амбіції Наполеона, вони стали б сприятливішими, коли, повернувшись до мудрішого уряду, сама Франція запропонує гарантії спокою. . Внаслідок цього союзні суверени заявляють, що більше не будуть поводитися ні з Наполеоном, ні з кимось із його родини; що вони поважають цілісність старої Франції, якою вона існувала за її законних королів,— вони можуть піти навіть далі, бо вони завжди сповідують принцип, що для щастя Європи необхідно, щоб Франція була великою та могутньою; що вони визнають і будуть гарантувати таку конституцію, яку може дати собі французька нація. Таким чином, вони запрошують сенат призначити тимчасовий уряд, який може забезпечити необхідні адміністративні потреби, і встановити таку конституцію, яка може бути підходящою для французького народу. Наміри, які я щойно висловив, спільні для мене з усіма союзними державами Alexander, Paris, 31st March 1814 : Three P.M.

1 квітня російський імператор Олександр I особисто звернувся до французького консерватора Сенату і виклав такі ж умови, що й у заяві попереднього дня. Як жест доброї волі він оголосив, що 150 000 французьких військовополонених, яких утримували росіяни після французького вторгнення в Росію, два роки тому, будуть негайно звільнені. Наступного дня Сенат погодився з умовами Коаліції та ухвалив резолюцію про зміщення Наполеона. Вони також прийняли указ від 5 квітня, який виправдовував свої дії та закінчив:
...сенат оголошує і постановляє наступне :—1. Наполеон Буонапарт скинутий з престолу, а право спадкування в його сім'ї скасовано. 2. Французький народ і армія звільняються від присяги на вірність йому. 3. Цей указ має бути передано департаментам і арміям і негайно проголошений по всіх кварталах столиці.
3 квітня 1814 року до Наполеона, який перебував у палаці Фонтенбло, дійшло повідомлення, що французький сенат скинув його з трону. Оскільки сили коаліції оприлюднили свою позицію про те, що їх сварка була з Наполеоном, а не з французьким народом, він назвав їх блефом і зрікся престолу на користь свого сина, а регентом була імператриця Марія-Луїза.
Троє повноважних прийняли це умовне зречення суверенам Коаліції:
Союзні держави, проголосивши, що імператор Наполеон є єдиною перешкодою для відновлення миру в Європі, – імператор Наполеон, вірний своїй присязі, заявляє, що готовий зійти з престолу, залишити Францію і навіть саме життя для блага країни, яка невіддільна від прав його сина, регентства імператриці та підтримки законів імперії.— Наполеон: Фонтенбло, 4 квітня 1814 р
Поки уповноважені йшли, щоб передати своє послання, Наполеон почув, що Огюст Мармон поставив свій корпус у безнадійне становище і що їхня капітуляція неминуча. Суверени коаліції були не в настрої йти на компроміс і відхилили пропозицію Наполеона. Імператор Олександр сказав:
Регентство з імператрицею та її сином звучить добре, визнаю; але Наполеон залишається – є складність. Даремно він обіцяє мовчати в призначеному йому притулку. Ви навіть краще за мене знаєте його пожираючу діяльність, його честолюбство. Якогось доброго ранку він поставить себе на чолі регентства або на його місце: тоді війна почнеться, і вся Європа загориться. Сам жах перед подібним явищем змусить союзників тримати свої армії в пішому порядку і таким чином зірватиме всі їхні наміри укласти мир.
З відмовою від його умовного зречення і жодним військовим вибором для нього не залишилося, Наполеон вклонився перед неминучим:
Союзні держави, проголосивши, що імператор Наполеон є єдиною перешкодою для відновлення загального миру в Європі, імператор Наполеон, вірний своїй присязі, заявляє, що він відмовляється для себе та своїх спадкоємців від престолу Франції та Італії. ; і що немає жодної особистої жертви, навіть самого життя, на яку він не хотів би прийти заради інтересів Франції.— Наполеон: Фонтенбло, 6 квітня 1814 р
Протягом наступних кількох днів, коли панування Наполеона над Францією закінчилося, офіційний договір був обговорений і підписаний повноважними представниками в Парижі 11 квітня і ратифікований Наполеоном 13 квітня.

## Умови

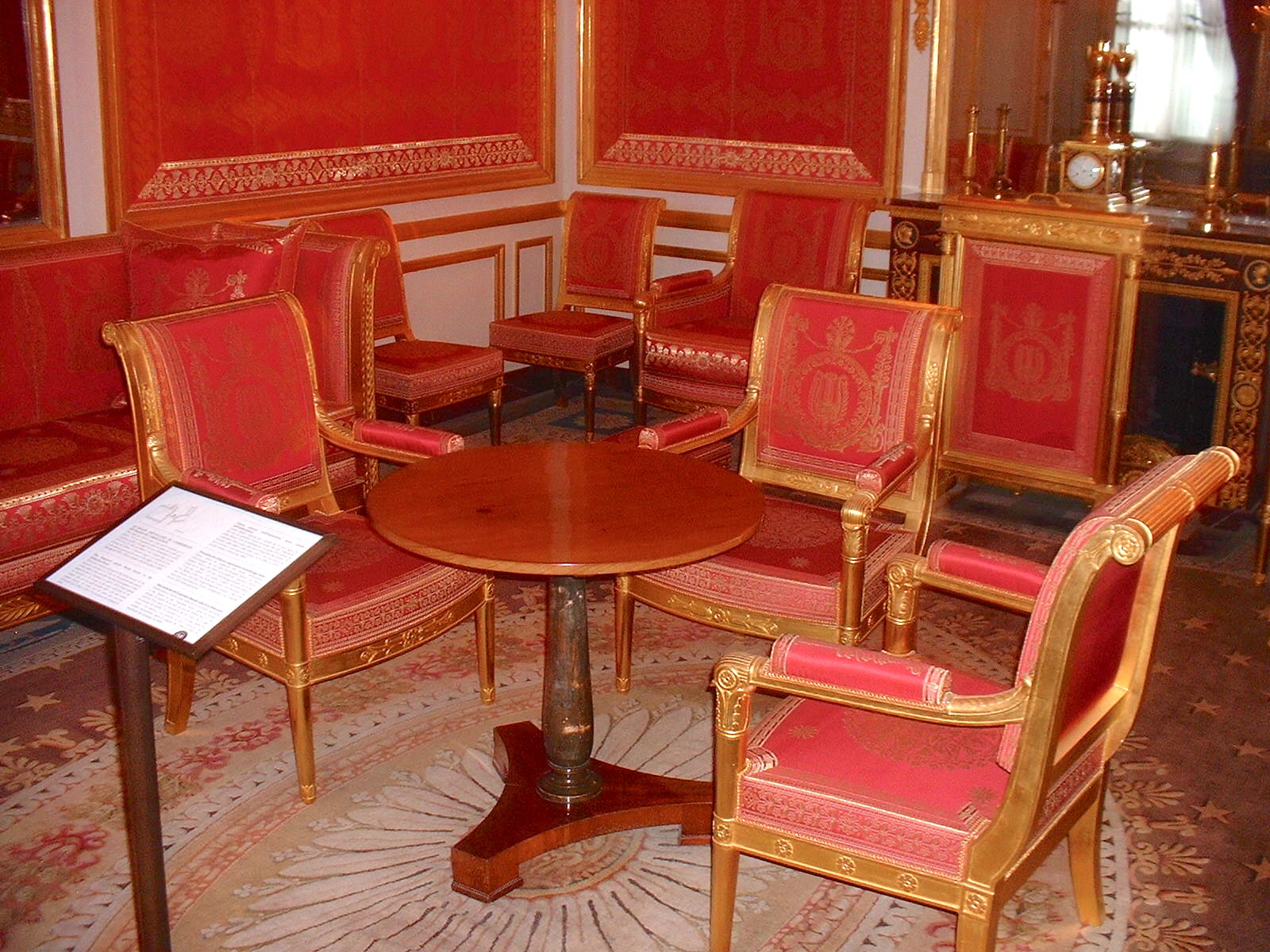
Кімната у Фонтенбло, де був підписаний договір

Угода містила загалом 21 статтю. Згідно з найважливішими умовами угоди, Наполеон був позбавлений повноважень як правителя Французької імперії, але і Наполеону, і Марії-Луїзі було дозволено зберегти свої відповідні титули імператора та імператриці. Більше того, всім наступникам і членам сім'ї Наполеона було заборонено отримувати владу у Франції.
Договір також створив острів Ельба як окреме князівство, яким керуватиме Наполеон. Суверенітет і прапор Ельби були гарантовані іноземними державами в угоді, але лише Франції було дозволено асимілювати острів.
Згідно з іншим принципом угоди, герцогство Парма та П'яченци і Гуастальське герцогство відійшли до імператриці Марії-Луїзи. Більше того, прямий нащадок імператриці Марії-Луїзи був відомий як принц Парми, П'яченци та Гуасталли. В інших частинах договору річний дохід імператриці Жозефіни був знижений до 1 000 000 франків і Наполеон повинен був передати всі свої маєтки у Франції французькій короні, а всі коштовності корони передати Франції. Йому було дозволено взяти з собою 400 чоловік, щоб служити його особистою охороною.
Підписантами були Коленкур, герцог Віченци, маршал Макдональд, герцог Тарентський, маршал Ней, герцог Ельхінгенський, принц Меттерніх, граф Нессельроде і барон Гарденберг.

## Британська опозиція

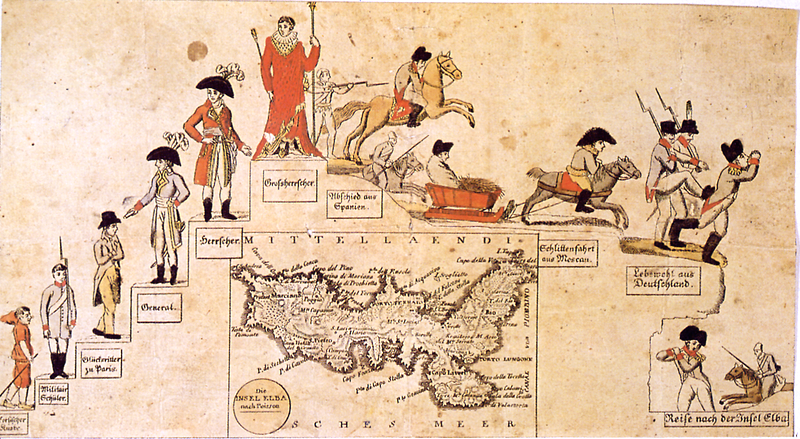
«Зліт і падіння Наполеона», мультфільм, намальований Йоганном Міхаелем Вольцем після Фонтенбловського договору; на нижній стороні видно карту Ельби.

Британська позиція полягала в тому, що французька нація перебувала в стані повстання, а Наполеон був узурпатором. Каслері пояснив, що він не підпише від імені короля Сполученого Королівства, оскільки це визнає легітимність Наполеона як імператора французів, і вигнання його на острів, над яким він володіє суверенітетом, лише на невеликій відстані від Франції та Італії, обидві з яких мали сильні якобінські фракції, могло легко призвести до подальшого конфлікту.

## Крадіжка документа
У 2005 році французький суд звинуватив двох американців, колишнього професора історії Джона Вільяма Руні (тоді 74 роки) і Маршалла Лоуренса Пірса (тоді 44 роки), у крадіжці копії Фонтенбло з Національного архіву Франції між 1974 і 1974 роками. 1988 рік. Крадіжка стала відомою в 1996 році, коли куратор Національного архіву Франції виявив, що Пірс виставив документ на продаж на Sotheby's. Руні і Пірс визнали свою провину в Сполучених Штатах і були оштрафовані (1000 доларів для Руні і 10 000 доларів для Пірса). Проте їх не екстрадували до Франції, щоб там судити. Копію договору та низку інших документів (включаючи листи французького короля Людовика XVIII ), які Руні та Пірс витягли з французького національного архіву, Сполучені Штати повернули до Франції у 2002 році  .